# Tonawanda (Town, New York)
Die Town of Tonawanda, oder einfach Tonawanda, ist eine US-amerikanische Kleinstadt im Erie County des Bundesstaats New York. Das U.S. Census Bureau hat bei der Volkszählung 2020 eine Einwohnerzahl von 72.636 ermittelt.
Die Stadt ist nach dem Tonawanda Creek benannt, einem Fluss der im Niagara mündet. Tonawanda bedeutet in der Sprache des Indianerstamms Seneca „schnell fließendes Wasser“. Die Stadt Tonawanda ist nicht mit der gleichnamigen City of Tonawanda zu verwechseln, welche im selben County liegt.

## Geografie
Die Nordgrenze der Stadt bildet die Stadt Tonawanda und der Tonawanda Creek, der Teil des Eriekanals ist, und die Westgrenze bildet der Niagara River. Der Ellicott Creek fließt parallel zum Tonawanda Creek im nördlichen Teil der Stadt, mit einem Zusammenfluss direkt östlich des Niagara Rivers. Die Ostgrenze, markiert durch die U.S. Route 62 (Niagara Falls Boulevard), ist die Stadt Amherst. Die südliche Grenze bilden das Dorf Kenmore und die Stadt Buffalo.

## Geschichte
Dieses Gebiet war seit dem 17. Jahrhundert unter französischer Kontrolle, bis es nach dem Franzosen- und Indianerkrieg an die Briten abgetreten wurde.
Die ersten Siedler kamen um 1805. Ein schnelles Wachstum begann nach dem Bau des Eriekanals, der 1825 fertiggestellt wurde. Tonawanda nimmt die nordwestliche Ecke des Erie County ein und wird im Norden durch den Eriekanal begrenzt, der hier dem Tonawanda Creek folgt.
Die Stadt Tonawanda wurde 1836 durch Abtrennung von der Stadt Buffalo (heute Teil der Stadt Buffalo) gegründet. Zu dieser Zeit umfasste sie Land, das später Teil der Stadt Grand Island (gegründet 1852) und der gesamten Stadt Tonawanda (gegründet 1904) wurde.
Im Jahr 1899 wurde Kenmore als ein Dorf von der Stadt abgespalten und blieb das wichtigste Wohn- und Geschäftsviertel der Stadt, bis der Rest der Stadt in den 1940er und 1950er Jahren stark zu Vorstadtsiedlungen ausgebaut wurde.

## Demografie
Nach der Volkszählung von 2010 leben in Tonawanda 73.567 Menschen. Die Bevölkerung teilt sich 2019 auf in 93,0 % Weiße, 1,4 % Afroamerikaner, 0,3 % amerikanische Ureinwohner, 0,4 % Asiaten und 1,6 % mit zwei oder mehr Ethnizitäten. Hispanics oder Latinos aller Ethnien machten 2,7 % der Bevölkerung aus.

## Kultur
Gemeinsam mit der Stadt North Tonawanda feiert die Stadt Tonawanda jährlich das Canal Fest of the Tonawandas. Eine Woche lang feiern die Mitglieder beider Gemeinden Tonawandas historische Lage am westlichen Ende des Eriekanals im größten Festival seiner Art. Das Festival wurde 1983 ins Leben gerufen, als Freimaurer in der Region in Zusammenarbeit mit mehreren staatlichen und regionalen Führungspersönlichkeiten das Ziel verfolgten, den Handel der Tonawandas zu fördern, Möglichkeiten zur Mittelbeschaffung für lokale gemeinnützige Organisationen zu schaffen und Freizeitaktivitäten für die Bürger von Tonawanda und North Tonawanda anzubieten.
Das erste Canal Fest wurde 1983 auf beiden Seiten des Kanals veranstaltet. Heute wird das Canal Fest von der Canal Fest of the Tonawandas Inc. organisiert, einer gemeinnützigen Organisation. Es wird geschätzt, dass jedes Jahr über 150.000 Menschen das Canal Fest besuchen, obwohl eine genaue Zahl unmöglich zu ermitteln ist, da die Teilnahme an der Veranstaltung kostenlos ist und es keine Drehkreuze gibt, um die Besucherzahlen zu messen.